# Oxid praseodymito-praseodymičitý
Oxid praseodymito-praseodymičitý (Pr6O11) je chemická sloučenina prvků praseodymu a kyslíku, kterou lze zařadit mezi oxidy kovů.

## Výskyt v přírodě
Oxid praseodymito-praseodymičitý se v přírodě nejčastěji vyskytuje jako příměs v některých minerálech, např. v bastnesitu, monazitu nebo xenotimu.

## Vlastnosti
Oxid praseodymito-praseodymičitý je černá pevná látka bez vůně, či zápachu, prakticky zcela nerozpustná ve vodě. V základní struktuře je trojmocný praseodym zastoupen dvakrát, čtyřmocný čtyřikrát, formálně správnější by tedy byl funkční vzorec Pr2O3 · 4 PrO2. Krystalizuje v kubické krystalografické soustavě se strukturou fluoritu, kde však 1/12 kyslíkových pozic zůstává neobsazena; mřížková konstanta zde činí 5,468 Å. Rozkládá se při kontaktu s vodní párou za vzniku oxidu praseodymičitého a hydroxidu praseodymitého.
Za povšimnutí stojí též fakt, že existuje ještě jedna mezifáze mezi oxidem praseodymitým a oxidem praseodymičitým, s funkčním vzorcem 2 Pr2O3 · n PrO2 (kde n je libovoné číslo mezi 0 a 8), respektive sumárním vzorcem PrnO2n−2 (kde n je libovolné číslo mezi 4 a 12).

## Příprava/výroba
Oxid praseodymito-praseodymičitý může být získán jednoduchým spálením praseodymu za přítomnosti kyslíku.

## Použití
Oxid praseodymito-praseodymičitý se pro svoji sytě černou barvu používá například při barvení skla nebo keramiky.